# 倉敷市立玉島西中学校
倉敷市立玉島西中学校（くらしきしりつ たましまにしちゅうがっこう）は、岡山県倉敷市玉島柏島にある公立中学校。
瀬戸内海の玉島港に面しており、校内からは円通寺公園や水玉ブリッジラインの玉島大橋、同県浅口市の遙照山などを見ることができる。

## 主な歴史
- 1947年3月31日 - 「岡山県浅口郡玉島町立玉島第二中学校」として学校創立。
- 1950年6月30日 - 「岡山県浅口郡玉島町立玉島西中学校」に改称。
- 1952年3月1日 - 「岡山県玉島市立玉島西中学校」に改称（玉島市との市町村合併のため）。
- 1967年2月1日 - 「岡山県倉敷市立玉島西中学校」に改称（倉敷市との市町村合併のため）。

## 校訓
- 誠実に たくましく

## 通学区域が隣接している学校
- 倉敷市立玉島東中学校
- 倉敷市立玉島北中学校
- 倉敷市立黒崎中学校
- 浅口市立金光中学校